# Jean-Philippe Célestin
Pour les articles homonymes, voir Célestin.
 (avril 2024).
Jean-Philippe Célestin est un criminel québécois. Il est un chef de gang de rue à la solde du clan des Siciliens de la mafia montréalaise et leurs associés. Il était également le bras-droit de Gregory Woolley, un acteur important du crime organisé assassiné en novembre 2023. Les autorités policières considère Célestin comme celui ayant le plus d’influence parmi les gangs de rue au Québec depuis la mort de Woolley.
Célestin est lié au gang de rues d’allégeance bleue. Il a déjà fait partie du gang K-crew au début des années 2000.
Dans la nuit du 16 février 2024, le frère de Jean-Philippe est criblé d’une vingtaine de balles alors qu’il sort à l’extérieur pendant un évènement familial. Une hypothèse est émise voulant que ce soit Jean-Philippe qui était visé. Dix ans plus tôt, en 2014, un de ses cousins, Steven Célestin est également tué par balles.
En mars 2024, Célestin rejoint officiellement le chapitre de Montréal des Marauders, un club-école des Hells Angels qui est actuellement dirigé par Martin Robert, considéré comme étant le Hells le plus influent au Québec à ce jour. L’admission au club fait suite au meurtre de son frère ainsi que la rafale de balles ayant été tirée sur la maison de sa mère.
Il contrôlerait le trafic de stupéfiants dans certains secteurs de Montréal tels que le quartier des spectacles, le parc Émilie-Gamelin et le village gai.
À l’automne 2019, Célestin est prévenu par les policiers que sa tête est mise à prix par un autre chef de gang aujourd’hui décédé, Arsène Mompoint.

## Carrière criminelle
En mars 2010, il écope de 18 mois de prison pour complot et possession de drogue.
À l’été 2012 alors qu’il est âgé de 31 ans, Célestin est arrêté et accusé de deux tentatives de meurtre à la suite d’une agression au couteau dans un bar de Montréal.
En 2015, il est arrêté avec 8 personnes lors du démantèlement d'un réseau de trafic de cocaïne et d’héroïne. Son chiffre d'affaires annuel dépasse le million de dollars.
En 2017, il est détenu à la prison de Rivière-des-prairies pour gangstérisme. Il fait, avec son gang, du trafic de tabac et de stupéfiants qu’il reçoit à la prison par drone.
En 2021, le gang de Célestin fait partie d’un des groupes soupçonnés d’effectuer la livraison de drogue par drone dans des prisons québécoises.
En 2023, la résidence de Rosemère de Célestin est perquisitionnée dans le cadre de révélations faites par un ex-tueur à gages devenu délateur, Frédérick Silva.